# Mackenzie (Missouri)
Mackenzie war eine Gemeinde im St. Louis County im US-Bundesstaat Missouri. Im Jahr 2010 hatte Mackenzie 134 Einwohner. Im Jahr 2018 löste sich die Gemeinde auf und ging in den County über.

## Geographie
Die Koordinaten von Mackenzie liegen bei 38°34'49" nördlicher Breite und 90°19'00" westlicher Länge.
Nach Angaben der United States Census 2010 erstreckte sich das Ortsgebiet von Mackenzie über eine Fläche von 0,05 Quadratkilometer (0,02 sq mi). Mackenzie grenzte im Norden an Shrewsbury und im Osten an St. Louis.

## Bevölkerung
Nach der United States Census 2010 lebten in Mackenzie 134 Menschen verteilt auf 64 Haushalte und 35 Familien. Die Bevölkerungsdichte betrug 2680 Einwohner pro Quadratkilometer (6700,0/sq mi).
Die Bevölkerung setzte sich 2010 aus 97,8 % Weißen und 2,92 % Asiaten. Bei 2,19 % der Bevölkerung handelte es sich um Hispanics oder Latinos. Von den 64 Haushalten lebten in 23,4 % Kinder unter 18, in 40,6 % der Haushalten lebten verheiratete Paare ohne Kinder und in 12,5 % der Haushalten lebten Personen über 65 alleine.
Von den 134 Einwohnern waren 20,4 % unter 18 Jahre, 5,1 % zwischen 18 und 24 Jahren, 40,1 % zwischen 25 und 44 Jahren, 21,2 % zwischen 45 und 64 Jahren und in 13,1 % der Menschen waren 65 Jahre oder älter. Das Durchschnittsalter betrug 36 Jahre und 46 % der Einwohner waren männlich.

## Belege
1. 1 2   American Fact Finder
2. ↑   United States Census